# JBuilder
JBuilder – zintegrowane środowisko programistyczne typu RAD dla języka Java firmy Borland. Samo narzędzie począwszy od wersji 2.0 jest napisane w języku Java i dzięki temu dostępne dla różnych systemów operacyjnych.
Najnowsza wersja JBuilder 2008 jest niezwykle rozbudowana. Integruje w sobie narzędzia bazodanowe, przedstawianie powiązań między obiektami w formie diagramów (UML), narzędzie do automatycznego tworzenia dokumentacji (javadoc), kreatory kodu, automatyczne tworzenie kopii zapasowych i wiele innych.
Oprócz podstawowych komponentów swing, w JBuilder 2005 znajduje się wiele komponentów stworzonych przez firmę Borland między innymi bazodanowych oraz internetowych.